# ミルナー予想
数学において、ミルナー予想(Milnor conjecture)は、標数が 2 以外の一般の体 F のミルナーのK-理論 (mod 2) の論文 John Milnor (1970) により提示された。この理論は、係数を Z/2Z に持つ F のガロアコホモロジー、同じことであるがエタールコホモロジーに依拠している。本予想は、Vladimir Voevodsky (1996, 2003a, 2003b) で証明された。

## 定理のステートメント
F を標数が 2 でない体とすると、すべての n ≥ 0 に対し、同型
{\displaystyle K_{n}^{M}(F)/2\cong H_{{\acute {e}}t}^{n}(F,\mathbb {Z} /2\mathbb {Z} )}
が成り立つ。ここに K はミルナー環(Milnor ring)を表す。

## 証明について
この定理のウラジーミル・ヴォエヴォドスキー(Vladimir Voevodsky)による証明は、ヴォエヴォドスキー自身、アレクサンドル・メルクリエフ(Alexander Merkurjev)、アンドレイ・サスリン(Andrei Suslin)、マーカス・ロスト(Markus Rost)、ファビアン・モレル(Fabien Morel)、エリック・フリーランダー(Eric Friedlander)、他の多くのアイデアを使っている。アイデアは、モチーヴィックコホモロジー(motivic cohomology)（代数多様体の特異コホモロジー論の代用物のようなもの）とモチーヴィックスティンロッド代数との新しい融合理論を含んでいる。

## 一般化
2 を除く素数に対するこの結果の類似は、ブロック・加藤の予想(Bloch–Kato conjecture)として知られていた。ヴォエヴォドスキーとマーカス・ロストの論文は、2009年にこの予想を完全に証明し、現在はノルム剰余同型定理として知られている。

## さらに先の書籍
- Kahn, Bruno (2005), “La conjecture de Milnor (d'après V. Voevodsky)”, in Friedlander, Eric M.; Grayson, D.R. (French), Handbook of K-theory, 2, Springer-Verlag, pp. 1105–1149, ISBN 3-540-23019-X, Zbl 1101.19001